# Грёшель, Эрнст
Эрнст Грёшель (нем. Ernst Ludwig II. Gröschel; 18 декабря 1918, Нюрнберг — 5 мая 2000, Цамс, Тироль) — немецкий пианист, скрипач, трубач.

## Биография
Сын Эрнста Людвига Грёшеля (1896—1981), дирижировавшего одним из местных оркестров. В 1938 году окончил Нюрнбергскую консерваторию, затем совершенствовал своё мастерство в Вене у Фридриха Вюрера, изучал также дирижирование под руководством Леопольда Райхвайна. В венский период, однако, успел взять некоторое количество уроков и у Эмиля фон Зауэра, поэтому иногда рассматривается как наследник, через своего учителя, листовской школы пианизма. В начале 1940-х гг. работал в Праге, после Второй мировой войны — вновь в Нюрнберге.
Известен, прежде всего, как один из первых исполнителей-аутентистов, игравших всю клавирную музыку Вольфганга Амадея Моцарта и Людвига ван Бетховена на современных авторам инструментах. Исполнял и записывал также, в том числе на аутентичных инструментах, произведения Карла Филиппа Эммануэля Баха, Йозефа Гайдна, Франца Шуберта, Роберта Шумана. В то же время был не чужд новейшей и экспериментальной музыки: в 1970-е гг. участвовал в нюрнбергском ансамбле современной музыки ars-nova-ensemble под руководством Вернера Хайдера, привлёк к участию в нём и своего ученика Вальтера Циммермана.
Выступал в дуэте с пианисткой Моникой Дрёйтс, со скрипачом Леоном Шпирером, с певцом Рудольфом Кноллем. Гастролировал как в европейских странах, так и в неожиданных местах (в частности, в 1978 г. в исполнении Грёшеля музыка И. С. Баха, Гайдна, Моцарта и т. д. прозвучала в Хартуме, где до этого на протяжении многих лет концертов классической музыки не было вообще).
Среди его учеников — Мартин Дальхаймер.

## Награды и признание
- Премия имени Вольфрама фон Эшенбаха[нем.] (1989)
- Премия имени Фридриха Баура[нем.] (1994).